# Пацукевич, София Нестеровна
Софья Нестеровна Пацукевич (8 августа 1926 год, деревня Мицковичи) — свинарка колхоза «Заря коммунизма» Барановичского района Брестской области, Белорусская ССР. Герой Социалистического Труда (1971). Депутат Верховного Совета Белорусской ССР.
С 1952 года трудилась полеводом, с 1961 года — свинаркой, заведующей свинофермой колхоза «Заря коммунизма» Барановичского района.
Досрочно выполнила производственные задания восьмой пятилетки (1966—1970) и свои личные социалистические обязательства. Указом Президиума Верховного Совета СССР от 8 апреля 1971 года за успехи в выполнении плана по продаже государству продуктов земледелия и животноводства удостоена звания Героя Социалистического Труда с вручением ордена Ленина и золотой медали «Серп и Молот».
Избиралась депутатом Верховного Совета Белорусской ССР (1967—1971).